# Zozo
Zozo ist ein 2005 entstandenes Filmdrama des Regisseurs Josef Fares, der auch das Drehbuch schrieb. Die Erstausstrahlung in Schweden erfolgte am 2. September 2005. Die Hauptrolle des Zozo wird gespielt von Imad Creidi, der hier sein Filmdebüt gab. Drehorte waren in Beirut und Trollhättan, Schweden.

## Handlung und Hintergrund
Der 12-jährige Zozo lebt zur Zeit des Libanonkriegs gemeinsam mit seiner Familie in Beirut. Seine Eltern beschließen, nach Schweden zu Zozos Großeltern auszuwandern. Als sie kurz vor der Abreise stehen, wird ihr Haus von einer Bombe getroffen und zerstört. Zozo ist der einzige Überlebende und begibt sich nun ganz allein nach Skandinavien. Hier wartet eine ihm völlig unbekannte Welt auf ihn.
In dem Film verarbeitet Josef Fares seine eigene Biografie. Wie Zozo wurde er im Libanon geboren und ist in Schweden aufgewachsen. Mit der realistischen Darstellung der Ablehnung, Feindseligkeit und Orientierungslosigkeit in einem fremden Land setzt der Regisseur allen Kindern, die durch Kriege ihre Wurzeln verloren haben, ein kleines Denkmal.

## Auszeichnungen und Veröffentlichungen
- 2006 wurde der Film mit dem Filmpreis des Nordischen Rates ausgezeichnet.[3]
- Im Jahr 2005 war Zozo im September auf dem 13. Filmfest in Hamburg,[2][4] im November bei den Nordischen Filmtagen in Lübeck[5] und im März 2007 auf dem 25. Kinderfilmfest in Augsburg zu sehen.[6]

## Kritik
- „In seinem dritten Spielfilm verarbeitet der bislang durch schräge Komödien bekannte Regisseur Josef Fares Elemente seiner eigenen Biografie. Und das gelingt ihm in einer einzigartigen Mischung aus melancholischer Tragödie und skurrilem Humor. Nur wenige Filme haben das Schicksal von Kindern, die durch die Kriege der Erwachsenen ihrer Wurzeln beraubt werden, so ehrlich und überzeugend geschildert.“[5]